# Йесхайм
Йѐсхайм (на норвежки: Jessheim) е град в южна Норвегия, община Уленсакер на фюлке Акешхус на около 40 км северно от столицата Осло. Има жп гара. Северно от Йесхайм се намира ословското летище Гадермун. Населението му е 18 726 жители (по приблизителна оценка от януари 2018 г.).